# Iwan Łapiczak
Iwan Łapiczak, ukr. Яцко Лапичак – ukraiński działacz społeczny, poseł do Sejmu Krajowego Galicji I kadencji (1861–1867), włościanin z Wisłoka Wielkiego w powiecie Bukowsko.
Wybrany w IV kurii obwodu Sanok, z okręgu wyborczego Sanok-Rymanów-Bukowsko.